# Canton de Sablé-sur-Sarthe
Le canton de Sablé-sur-Sarthe est une division administrative française située dans le département de la Sarthe et la région Pays de la Loire.
À la suite du redécoupage cantonal de 2014, les limites territoriales du canton sont remaniées. Le nombre de communes du canton passe de 14 à 16.

## Géographie
Ce canton est organisé autour de Sablé-sur-Sarthe dans l'arrondissement de la Flèche. Son altitude varie de 20 m (Précigné) à 101 m (Souvigné-sur-Sarthe) pour une altitude moyenne de 42 m.

## Histoire
Par décret du 24 février 2014, le nombre de cantons du département est divisé par deux, avec mise en application aux élections départementales de mars 2015. Le canton de Sablé-sur-Sarthe est conservé et s'agrandit. Il passe de 14 à 16 communes.

## Représentation

### Conseillers d'arrondissement (de 1833 à 1940)
Le canton de Sablé avait deux conseillers d'arrondissement.
| Période                                  | Période | Identité                          | Étiquette   | Qualité |
| ---------------------------------------- | ------- | --------------------------------- | ----------- | --- |
| 1833                                     | 1839    | Julien Jean Dugué (1787-1860)     |             | Maire de Sablé-sur-Sarthe                                                                                   |
| 1833                                     |         | Louis Rigault                     |             | Maire de Précigné                                                                                           |
|                                          |         |                                   |             | |
| av.1884                                  | 1892    | Prosper Legludic                  | Républicain | Médecin, maire de Sablé, suppléant du juge de paix                                                          |
|                                          |         |                                   |             | |
| 1925                                     | 1940    | Louis de La Vaissière de Lavergne | URD         | Président de la Société des courses, conseiller municipal de Sablé-sur-Sarthe                               |
| 1931                                     | 1940    | Auguste-Baptiste Deslandes        | URD         | Agriculteur et grainetier à Sablé-sur-Sarthe, conseiller municipal d'Auvers-le-Hamon                        |
| 1940                                     |         |                                   |             | Les conseils d'arrondissement ont été suspendus par la loi du 12 octobre 1940 et n'ont jamais été réactivés |
| Les données manquantes sont à compléter. |         |                                   |             | |

### Conseillers généraux de 1833 à 2015
| Période | Période          | Identité                                  | Étiquette             | Qualité |
| ------- | ---------------- | ----------------------------------------- | --------------------- | --- |
| 1833    | 1839             | M. Salmon                                 |                       | Propriétaire, adjoint au maire de Sablé-sur-Sarthe |
| 1839    | 1848             | Jean Julien Dugué fils (1787-1860)        |                       | Propriétaire, maire de Sablé-sur-Sarthe, conseiller d'arrondissement                                                                                                  |
| 1848    | 1858             | Léon Géré                                 |                       | Géomètre-expert, maire de Sablé-sur-Sarthe (1848-1858) |
| 1858    | 1865             | Comte Augustin Charles Camille de Rougé   |                       | Ancien officier, maire de Précigné |
| 1865    | 1871             | Marquis Ernest Le Clerc de Juigné         | Légitimiste           | Propriétaire à Juigné-sur-Sarthe, député (1871-1876) |
| 1871    | 1886             | Zacharie Marie Amédée Courtillier         | Républicain           | Propriétaire-agriculteur à Précigné |
| 1886    | 1892             | Marquis Christian Henri Leclerc de Juigné | Droite                | Ancien capitaine des gardes mobiles de la Sarthe, maire de Juigné-sur-Sarthe                                                                                          |
| 1892    | 1904 (décès)     | Prosper Legludic                          | Gauche démocratique   | Docteur en médecine, maire de Sablé-sur-Sarthe, député (1885-1895), conseiller d'arrondissement, sénateur (1895-1904)                                                 |
| 1904    | 1936 (décès)     | Alain de Rougé                            | URD                   | Exploitant agricole, maire de Précigné, député (1919-1924) |
| 1937    | 1940             | Baron Robert d'Ussel (1894-1975)          | URD                   | Maire de Précigné, nommé conseiller départemental en 1943 |
|         |                  |                                           |                       | |
| 1945    | 1967             | Baron Robert d'Ussel                      | DVD puis RPF puis DVD | Maire de Précigné |
| 1967    | 1980 (décès)     | Joël Le Theule                            | UDR puis RPR          | Professeur, maire de Sablé-sur-Sarthe (1959-1980), député (1958-1980), ministre (1968-1969 et 1978-1980)                                                              |
| 1981    | 1998 (démission) | François Fillon                           | RPR                   | Assistant parlementaire, maire de Sablé-sur-Sarthe (1983-2001), député (1981-2002 et 2012-2017), ministre, premier ministre, président du conseil général (1992-1998) |
| 1998    | 2015             | Pierre Touchard                           | UMP                   | Maire de Sablé-sur-Sarthe (2001-2008), vice-président du conseil général                                                                                              |

Le canton participe à l'élection du député de la quatrième circonscription de la Sarthe.
François Fillon a été nommé conseiller général honoraire du canton par arrêté préfectoral du 7 janvier 2003.

### Conseillers départementaux à partir de 2015
| Période élective | Période élective | Mandat | Mandat   | Identité         | Nuance | Nuance | Qualité                                                                                         |
| ---------------- | ---------------- | ------ | -------- | ---------------- | ------ | ------ | ----------------------------------------------------------------------------------------------- |
| 2015             | 2021             | 2015   | 2021     | Daniel Chevalier |        | LR     | Conseiller pédagogique, maire de Juigné-sur-Sarthe, 12e vice président du conseil départemental |
| 2015             | 2021             | 2015   | 2021     | Martine Crnkovic |        | DVD    | Animatrice, maire de Louailles                                                                  |
| 2021             | 2028             | 2021   | en cours | Daniel Chevalier |        | LR     | Conseiller sortant, 12e vice-président du conseil départemental                                 |
| 2021             | 2028             | 2021   | en cours | Martine Crnkovic |        | DVD    | Conseillère sortante, 9e vice-présidente du conseil départemental                               |

### Résultats détaillés

#### Élections de mars 2015
À l'issue du 1er tour des élections départementales de 2015, deux binômes sont en ballottage : Daniel Chevalier et Martine Crnkovic (Union de la Droite, 43,35 %) et Henri Delaune et Léonie Hemery (FN, 30,26 %). Le taux de participation est de 45,97 % (9 102 votants sur 19 802 inscrits) contre 49,74 % au niveau départemental et 50,17 % au niveau national.
Au second tour, Daniel Chevalier et Martine Crnkovic (Union de la Droite) sont élus avec 64,95 % des suffrages exprimés et un taux de participation de 47,21 % (5 500 voix pour 9 346 votants et 19 798 inscrits).

#### Élections de juin 2021
Le premier tour des élections départementales de 2021 est marqué par un très faible taux de participation (33,26 % au niveau national). Dans le canton de Sablé-sur-Sarthe, ce taux de participation est de 26,66 % (5 272 votants sur 19 778 inscrits) contre 29,78 % au niveau départemental. À l'issue de ce premier tour, deux binômes sont en ballottage : Daniel Chevalier et Martine Crnkovic (Union à droite, 53,86 %) et Murielle David et Frédéric Jugnet (DVC, 16,75 %).
Le second tour des élections est marqué une nouvelle fois par une abstention massive équivalente au premier tour. Les taux de participation sont de 34,36 % au niveau national, 30,67 % dans le département et 27,04 % dans le canton de Sablé-sur-Sarthe. Daniel Chevalier et Martine Crnkovic (Union à droite) sont élus avec 72,43 % des suffrages exprimés (3 496 voix pour 5 349 votants et 19 780 inscrits),,.

## Composition

### Composition avant 2015

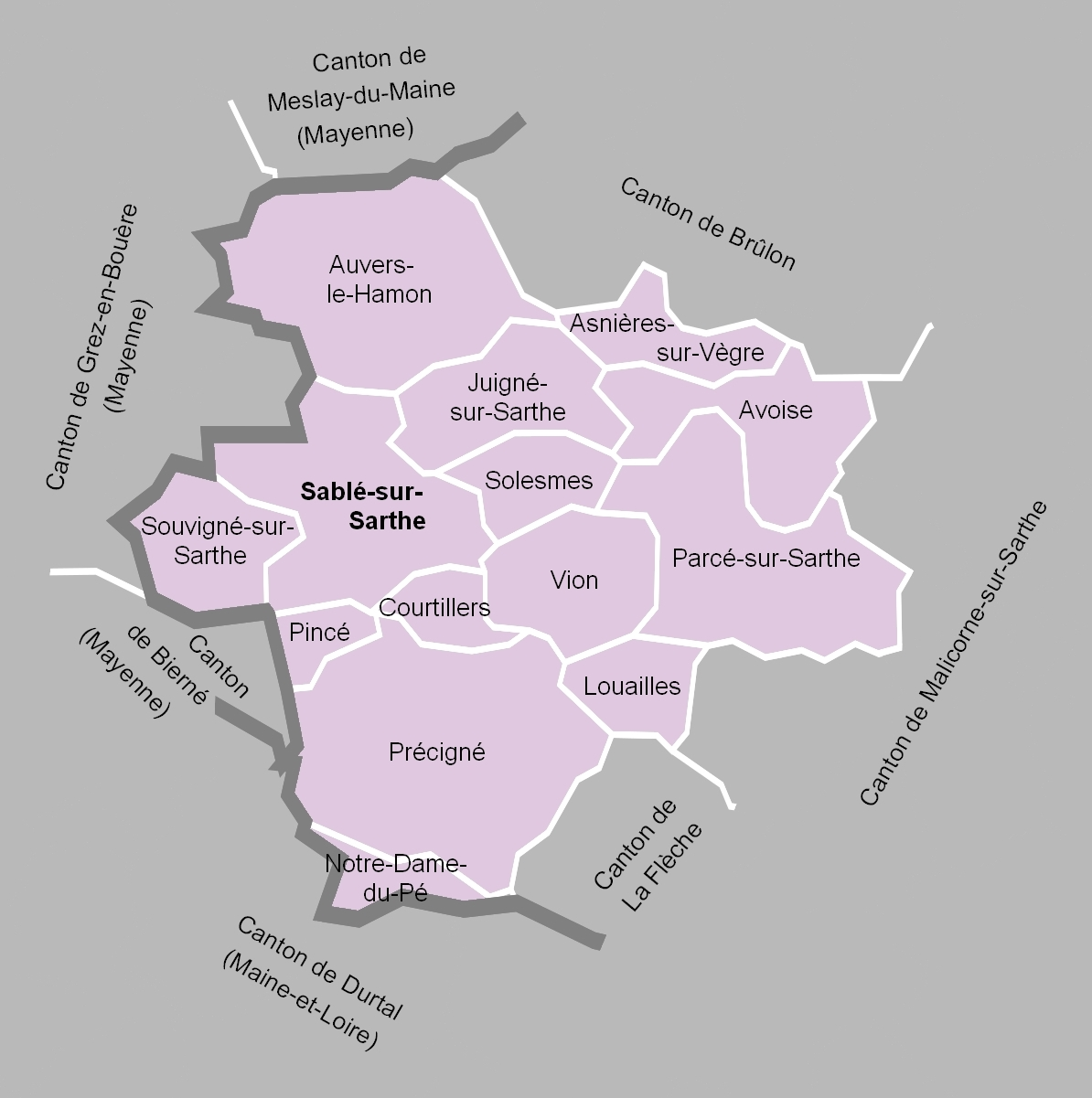
La carte des communes de l'ancien canton. Les cantons limitrophes étaient ceux de Grez-en-Bouère, de Meslay-du-Maine, de Brûlon, de Malicorne-sur-Sarthe, de La Flèche, de Durtal et de Bierné.

Situation de l'ancien canton dans l'arrondissement de La Flèche.

Le canton de Sablé-sur-Sarthe regroupait quatorze communes.
| Nom                          | Code Insee | Codepostal | Superficie (km2) | Population (dernière pop. légale) | Densité (hab./km2) |
| ---------------------------- | ---------- | ---------- | ---------------- | --------------------------------- | ------------------ |
| Sablé-sur-Sarthe (chef-lieu) | 72264      | 72300      | 36,92            | 12 510 (2012)                     | 339                |
| Asnières-sur-Vègre           | 72010      | 72430      | 12,64            | 393 (2012)                        | 31                 |
| Auvers-le-Hamon              | 72016      | 72300      | 47,83            | 1 524 (2012)                      | 32                 |
| Avoise                       | 72021      | 72430      | 24,56            | 568 (2012)                        | 23                 |
| Courtillers                  | 72106      | 72300      | 7,24             | 938 (2012)                        | 130                |
| Juigné-sur-Sarthe            | 72151      | 72300      | 20,66            | 1 193 (2012)                      | 58                 |
| Louailles                    | 72167      | 72300      | 10,49            | 748 (2012)                        | 71                 |
| Notre-Dame-du-Pé             | 72232      | 72300      | 7,75             | 623 (2012)                        | 80                 |
| Parcé-sur-Sarthe             | 72228      | 72300      | 40,58            | 2 141 (2012)                      | 53                 |
| Pincé                        | 72236      | 72300      | 5,76             | 195 (2012)                        | 34                 |
| Précigné                     | 72244      | 72300      | 57,85            | 3 070 (2012)                      | 53                 |
| Solesmes                     | 72336      | 72300      | 11,53            | 1 316 (2012)                      | 114                |
| Souvigné-sur-Sarthe          | 72343      | 72300      | 17,06            | 618 (2012)                        | 36                 |
| Vion                         | 72378      | 72300      | 20,04            | 1 447 (2012)                      | 72                 |

À la suite du redécoupage des cantons pour 2015, toutes les communes sont à nouveau rattachées au canton de Sablé-sur-Sarthe auquel s'ajoutent deux communes du canton de Malicorne-sur-Sarthe.

#### Ancienne commune
La commune de Gastines-sur-Erve, absorbée en 1965 par Sablé-sur-Sarthe, est la seule commune supprimée, depuis la création des communes sous la Révolution, incluse dans le territoire du canton de Sablé-sur-Sarthe antérieur à 2015.

### Composition depuis 2015
Le canton regroupe seize communes suivantes entières.
| Nom                                      | Code Insee | Intercommunalité    | Superficie (km2) | Population (dernière pop. légale) | Densité (hab./km2) | Modifier                                    |
| ---------------------------------------- | ---------- | ------------------- | ---------------- | --------------------------------- | ------------------ | ------------------------------------------- |
| Sablé-sur-Sarthe (bureau centralisateur) | 72264      | CC du Pays Sabolien | 36,92            | 12 194 (2022)                     | 330                | modifier les données · modifier les données |
| Asnières-sur-Vègre                       | 72010      | CC du Pays Sabolien | 12,64            | 337 (2022)                        | 27                 | modifier les données · modifier les données |
| Auvers-le-Hamon                          | 72016      | CC du Pays Sabolien | 47,83            | 1 458 (2022)                      | 30                 | modifier les données · modifier les données |
| Avoise                                   | 72021      | CC du Pays Sabolien | 24,56            | 572 (2022)                        | 23                 | modifier les données · modifier les données |
| Le Bailleul                              | 72022      | CC du Pays Sabolien | 27,46            | 1 217 (2022)                      | 44                 | modifier les données · modifier les données |
| Courtillers                              | 72106      | CC du Pays Sabolien | 7,24             | 910 (2022)                        | 126                | modifier les données · modifier les données |
| Dureil                                   | 72123      | CC du Pays Sabolien | 7,96             | 61 (2022)                         | 7,7                | modifier les données · modifier les données |
| Juigné-sur-Sarthe                        | 72151      | CC du Pays Sabolien | 20,66            | 1 142 (2022)                      | 55                 | modifier les données · modifier les données |
| Louailles                                | 72167      | CC du Pays Sabolien | 10,49            | 703 (2022)                        | 67                 | modifier les données · modifier les données |
| Notre-Dame-du-Pé                         | 72232      | CC du Pays Sabolien | 7,75             | 707 (2022)                        | 91                 | modifier les données · modifier les données |
| Parcé-sur-Sarthe                         | 72228      | CC du Pays Sabolien | 40,58            | 1 998 (2022)                      | 49                 | modifier les données · modifier les données |
| Pincé                                    | 72236      | CC du Pays Sabolien | 5,76             | 191 (2022)                        | 33                 | modifier les données · modifier les données |
| Précigné                                 | 72244      | CC du Pays Sabolien | 57,85            | 2 900 (2022)                      | 50                 | modifier les données · modifier les données |
| Solesmes                                 | 72336      | CC du Pays Sabolien | 11,53            | 1 229 (2022)                      | 107                | modifier les données · modifier les données |
| Souvigné-sur-Sarthe                      | 72343      | CC du Pays Sabolien | 17,06            | 606 (2022)                        | 36                 | modifier les données · modifier les données |
| Vion                                     | 72378      | CC du Pays Sabolien | 20,04            | 1 383 (2022)                      | 69                 | modifier les données · modifier les données |
| Canton de Sablé-sur-Sarthe               | 7217       |                     | 356,33           | 27 608 (2022)                     | 77                 | modifier les données                        |

## Démographie

### Démographie avant 2015
| 1962   | 1968   | 1975   | 1982   | 1990   | 1999   | 2006   | 2011   | 2012   |
| ------ | ------ | ------ | ------ | ------ | ------ | ------ | ------ | ------ |
| 16 876 | 18 188 | 19 609 | 21 674 | 23 202 | 25 212 | 26 511 | 27 100 | 27 284 |

### Démographie depuis 2015
En 2022, le canton comptait 27 608 habitants, en évolution de −2,08 % par rapport à 2016 (Sarthe : −0,25 %, France hors Mayotte : +2,11 %).
| 2013   | 2018   | 2022   |
| ------ | ------ | ------ |
| 28 625 | 27 879 | 27 608 |